# 葛西站
葛西站（日语：／ Kasai eki */?）是位於日本東京都江戶川區中葛西五丁目，屬於東京地下鐵東西線的鐵路車站。車站編號是T 17。站名源自於當地的地名葛西。本站是距離地下鐵博物館最近的車站，因此設有副站名「地下鐵博物館前」。月台側面牆壁中央也有大型地下鐵博物館招牌裝飾。

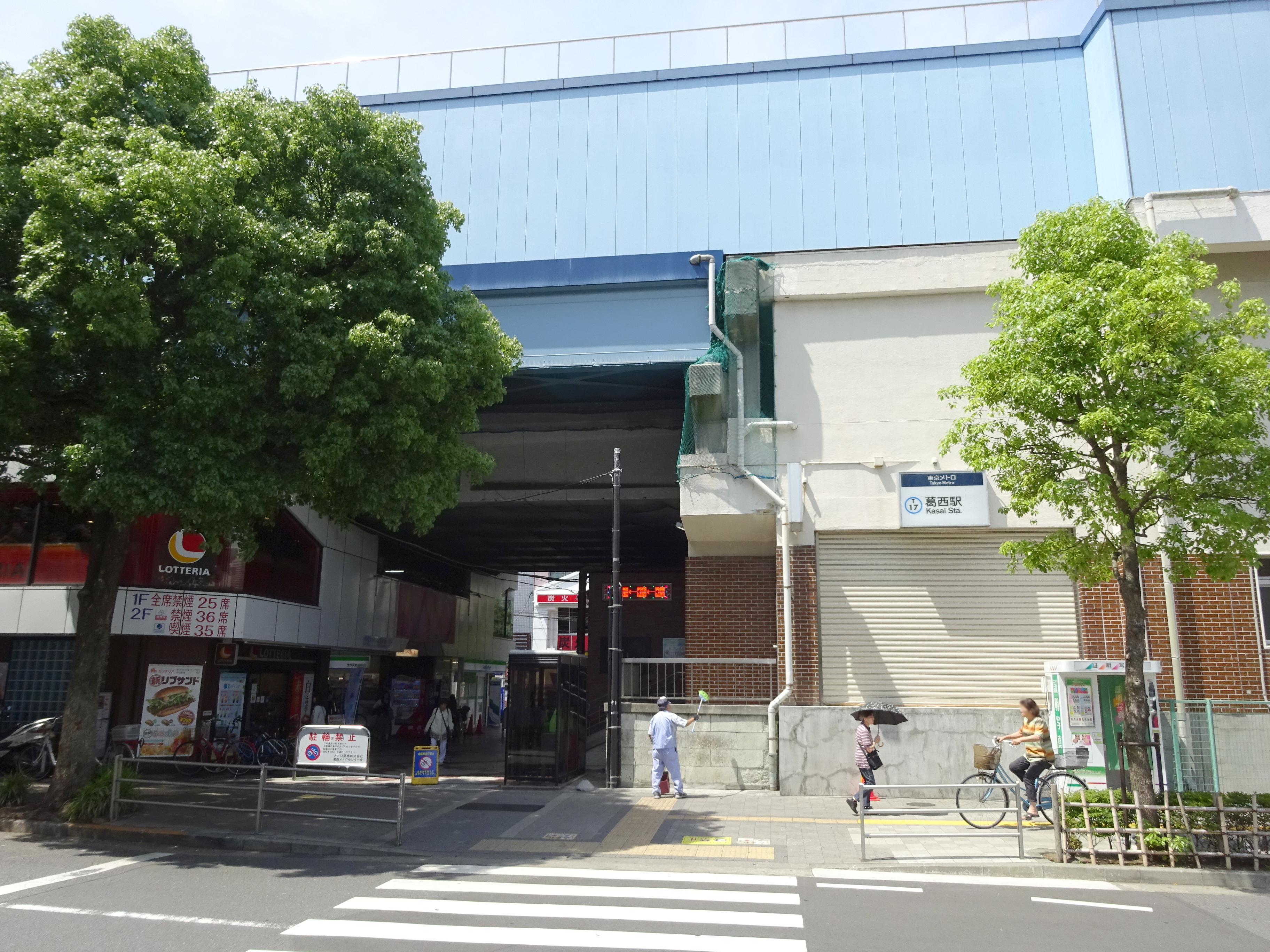
西口(2017年6月)

## 歷史
- 1969年（昭和44年）3月29日：開業。
- 1986年（昭和61年）7月12日：地下鐵博物館開館。
- 1993年（平成5年）
  - 8月1日：增設位於2號月台向浦安方向的地下鐵博物館口。
  - 11月4日：引入繼續定期券售票機[2][3]。
- 2001年（平成13年）
  - 1月1日：閘口－中二樓設置2部扶手電梯，中二樓－月台設置1部扶手電梯，合計增設3部。
  - 3月8日：新設LED式月台目的地導覽顯示機。
- 2004年（平成16年）4月1日：營團地下鐵民營化，東京地下鐵繼承本車站。
- 2007年(平成19年)3月18日:可以使用IC卡“PASMO”
- 2008年（平成20年）4月1日：葛西站前地下自行停車場完工。葛西土地區劃整理組合寄贈南口風車「隨風」。
- 2013年(平成25年)8月27日:作为“东西线太阳能发电站”计划的一部分，本站将引进太阳能发电系统。
- 2015年(平成27年)6月10日:导入发车旋律。
  - 2021年（令和3年）12月4日：ホームドア供用開始。

## 車站構造
本站為2面2線相對式月台的高架站。本站是中央有2條通過線（本線），外側有2條副本線、月台面對副本線的側式月台2面4線高架車站。各站停車列車會在本站待避讓快速通過。浦安側本線有緊急用的橫渡線，可讓2號線月台列車折返前往西船橋方向。
剪票口有2處，一是高架下的中央剪票口，另一個是連接車站南側天橋與2號線月台浦安側的地下鐵博物館口。該剪票口在晚上11點以後關閉。廁所在中央剪票口內。

### 月台配置
| 月台 | 路線   | 目的地                         |
| ---- | ------ | ------------------------------ |
| 1    | 東西線 | 西船橋、津田沼、東葉勝田台方向 |
| 2    | 東西線 | 日本橋、大手町、中野、三鷹方向 |

（來源：東京地下鐵:構內圖 （页面存档备份，存于））
平日早晨尖峰時刻往中野方向的通勤快速班次從浦安起停靠全站以輸送人潮。

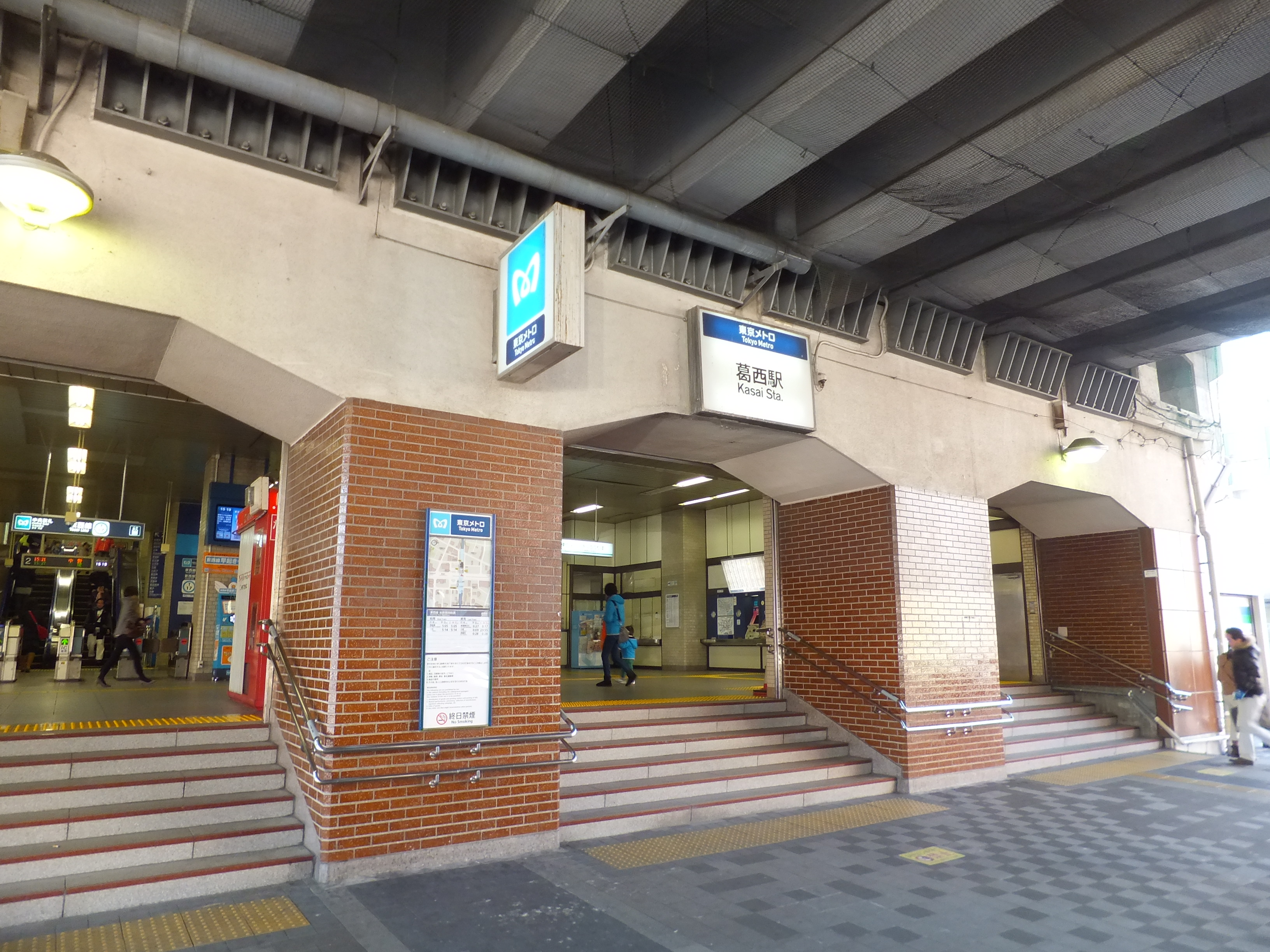
車站入口（2012年2月）
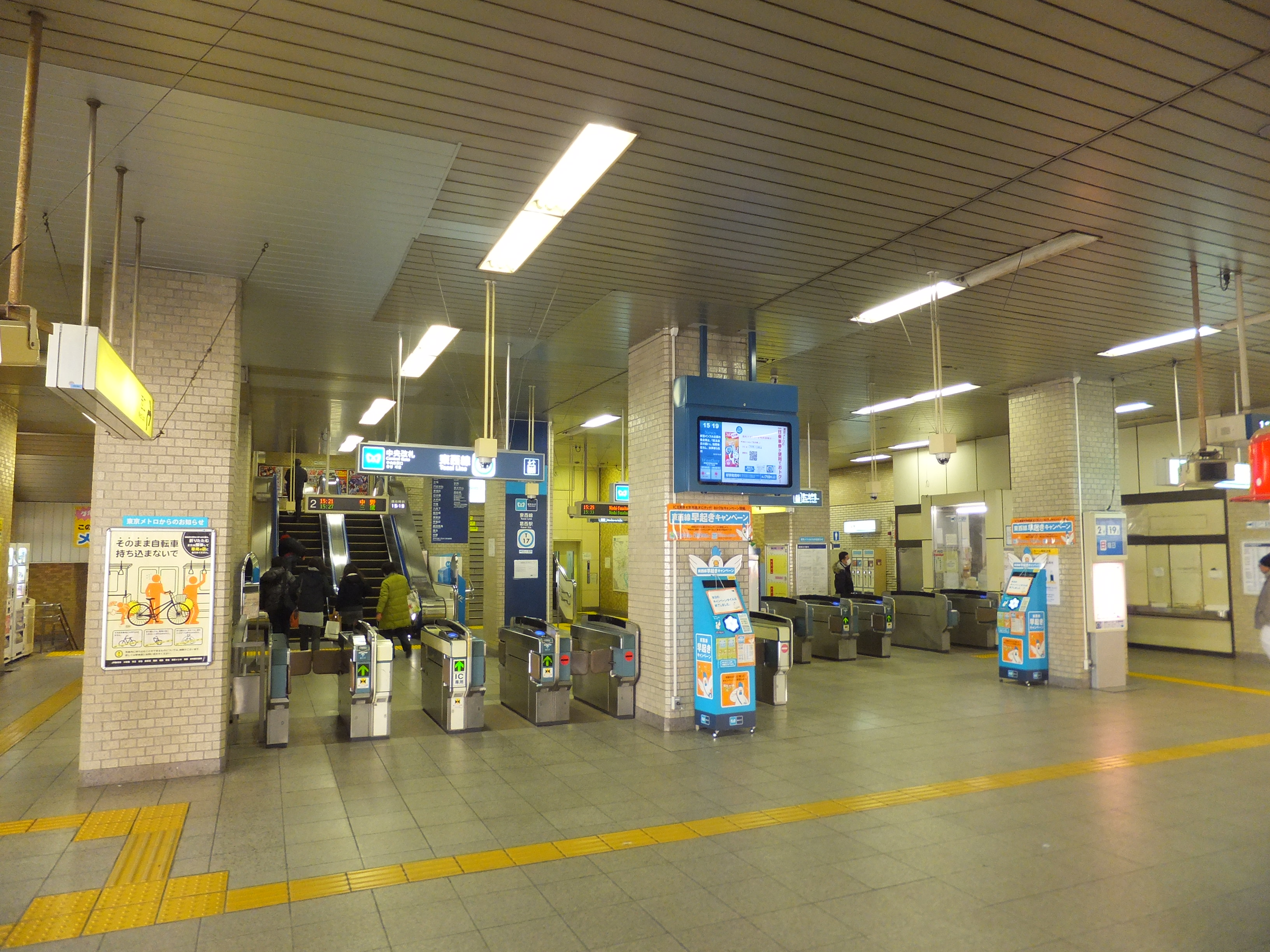
中央驗票口（2012年2月）
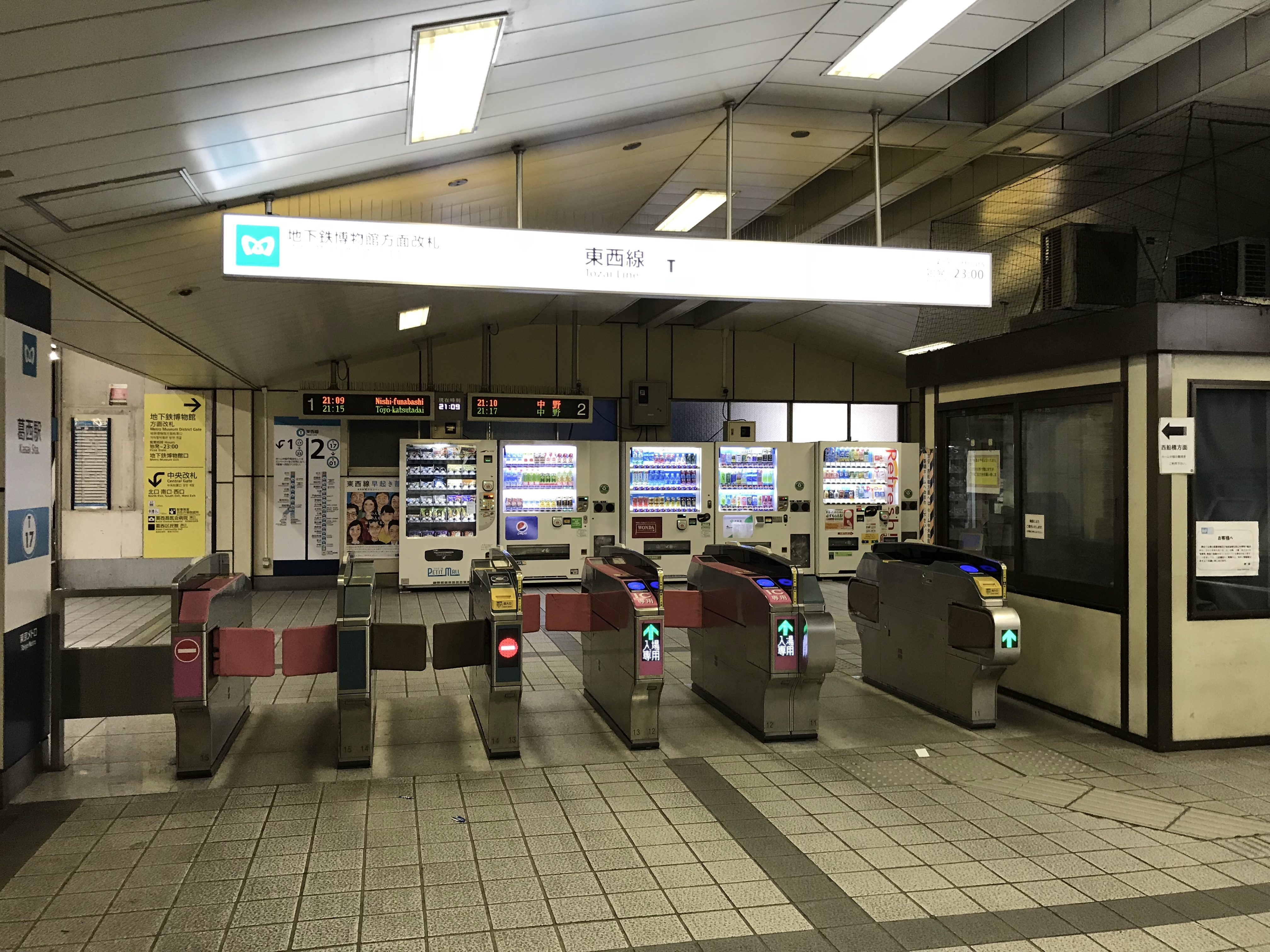
往地下鐵博物館方向的驗票口（2018年9月）
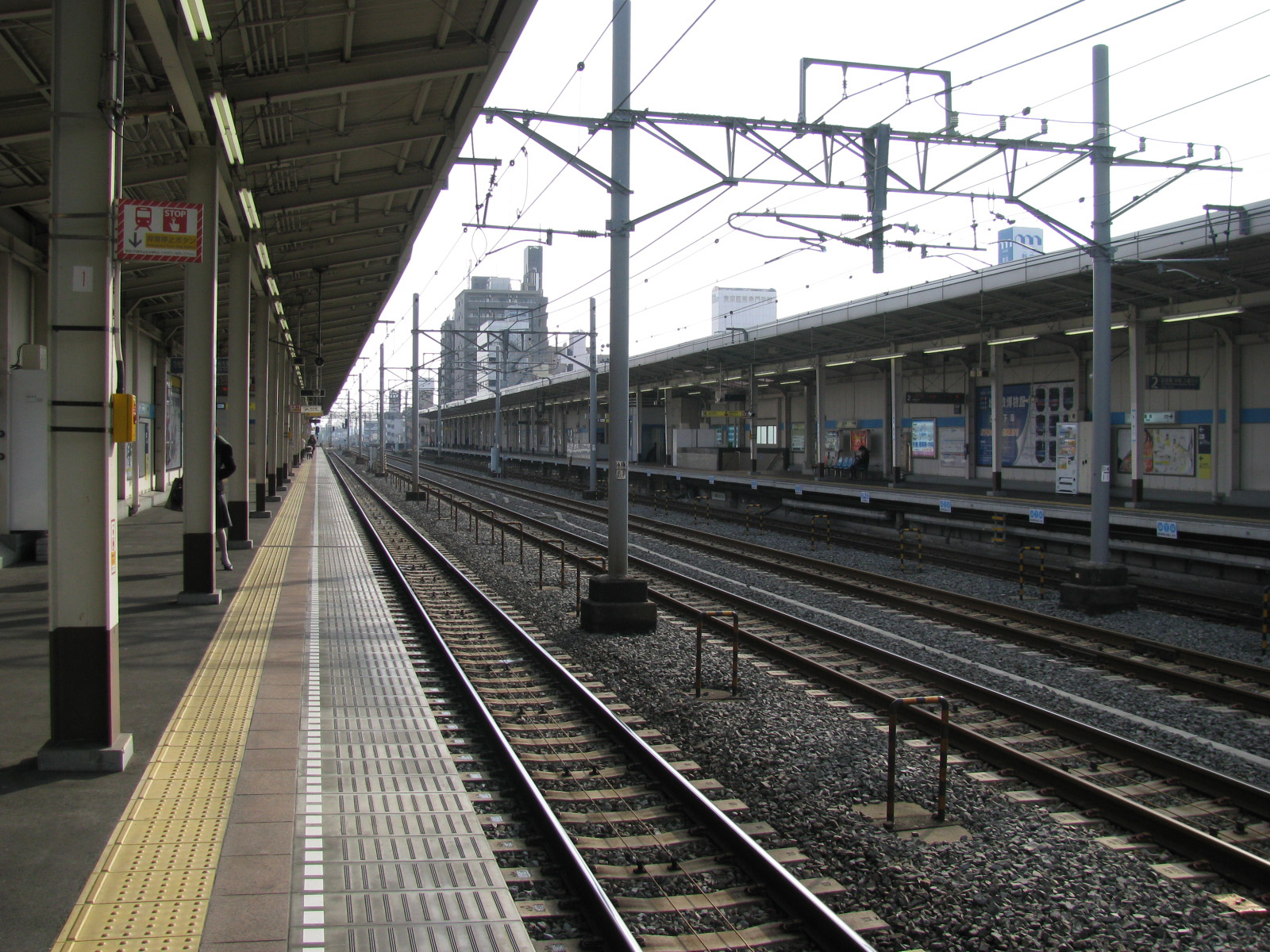
月台（2008年2月）

## 利用狀況
2017年度1日平均上下車人次為106,899人，在東京地下鐵全部130個車站當中排名第35位。單一路線車站中僅次於東陽町站位居第2位。
由於靠近都心，加上環境良好，使用人數從1974年（昭和49年）的30,000人次急速增至1978年（昭和53年）的60,850人次。1979年10月1日西葛西站開業後曾暫時減少至53,000人，但在旺盛的住宅需求下，1989年（平成1年度）使用人數突破70,000人次。現在持續穩定上升。
近年1日平均上下車、上車人次變化如下表。
| 年度               | 1日平均 上下車人次 | 1日平均 上車人次 | 來源     |
| ------------------ | ------------------ | ---------------- | -------- |
| 1969年（昭和44年） | 14,370             |                  |          |
| 1978年（昭和53年） | 60,850             |                  |          |
| 1992年（平成04年） |                    | 41,033           | [ * 1 ]  |
| 1993年（平成05年） |                    | 42,178           | [ * 2 ]  |
| 1994年（平成06年） |                    | 42,663           | [ * 3 ]  |
| 1995年（平成07年） |                    | 43,183           | [ * 4 ]  |
| 1996年（平成08年） |                    | 43,545           | [ * 5 ]  |
| 1997年（平成09年） |                    | 43,405           | [ * 6 ]  |
| 1998年（平成10年） |                    | 44,035           | [ * 7 ]  |
| 1999年（平成11年） |                    | 44,325           | [ * 8 ]  |
| 2000年（平成12年） |                    | 45,038           | [ * 9 ]  |
| 2001年（平成13年） |                    | 45,753           | [ * 10 ] |
| 2002年（平成14年） |                    | 45,595           | [ * 11 ] |
| 2003年（平成15年） | 91,511             | 45,738           | [ * 12 ] |
| 2004年（平成16年） | 91,299             | 45,449           | [ * 13 ] |
| 2005年（平成17年） | 91,906             | 45,693           | [ * 14 ] |
| 2006年（平成18年） | 94,113             | 46,929           | [ * 15 ] |
| 2007年（平成19年） | 96,422             | 48,260           | [ * 16 ] |
| 2008年（平成20年） | 97,118             | 48,704           | [ * 17 ] |
| 2009年（平成21年） | 96,508             | 48,373           | [ * 18 ] |
| 2010年（平成22年） | 96,928             | 48,501           | [ * 19 ] |
| 2011年（平成23年） | 95,750             | 47,938           | [ * 20 ] |
| 2012年（平成24年） | 97,394             | 48,769           | [ * 21 ] |
| 2013年（平成25年） | 100,279            | 50,219           | [ * 22 ] |
| 2014年（平成26年） | 101,096            | 50,507           | [ * 23 ] |
| 2015年（平成27年） | 103,531            | 51,672           | [ * 24 ] |
| 2016年（平成28年） | 105,189            | 52,468           | [ * 25 ] |
| 2017年（平成29年） | 106,899            |                  |          |

## 車站周邊

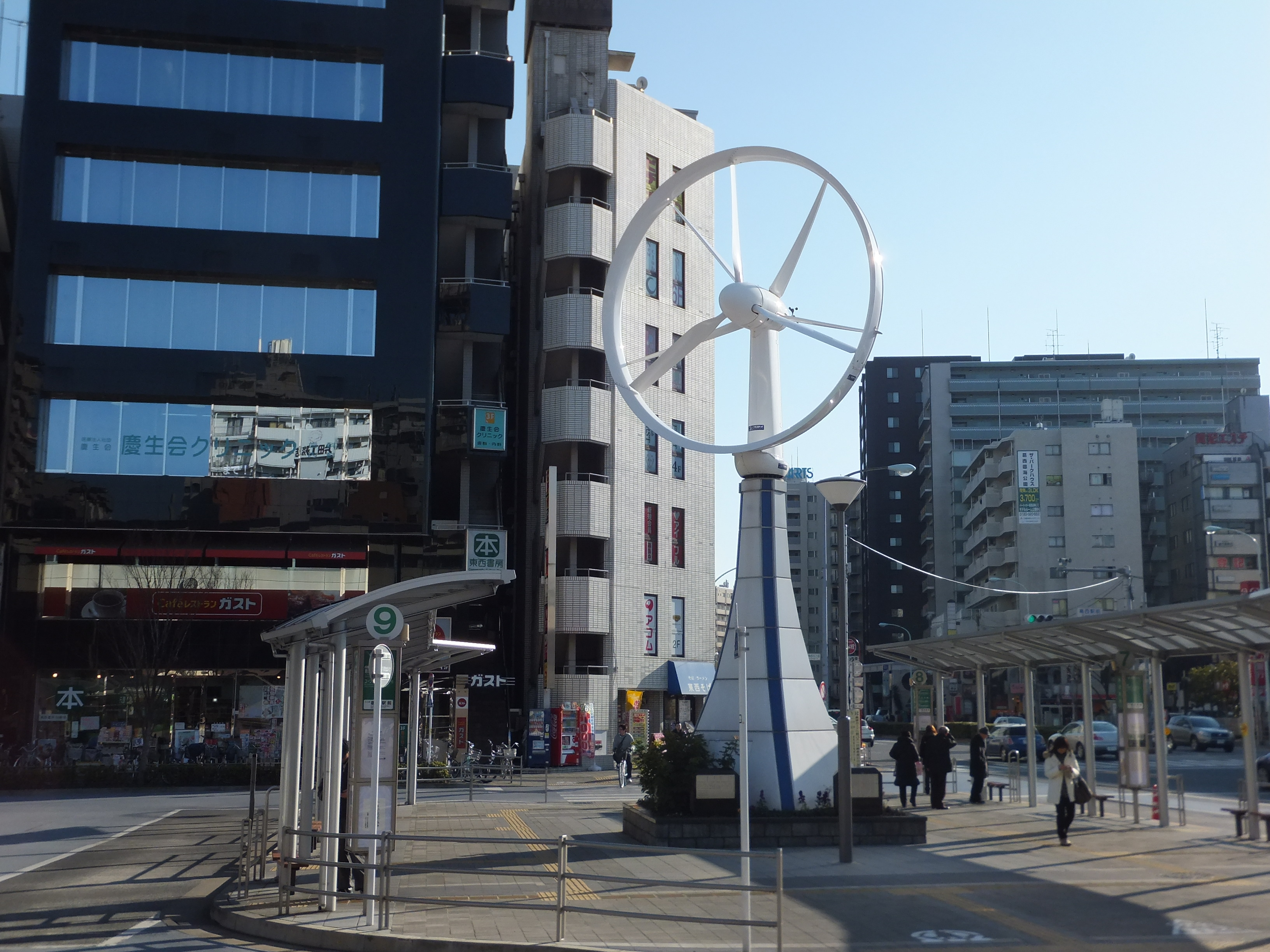
東口站前廣場

- 高架下西葛西側是商店街「METRO CENTER」（メトロセンター），浦安側是地下鐵博物館。
- 東京都道318號環狀七號線（環七通） - 穿過本站正下方。
- 警視廳葛西警察署（日语：葛西警察署） - 車站東南方約500公尺。
- 葛西區民館（江戸川區役所（日语：江戸川区役所）葛西事務所、江戶川區葛西健康支援中心） - 車站西北方。
- 丸悅（日语：マルエツ）葛西店 - 車站北側、環七通南向車道旁。
- 葛西站前郵便局 - 車站北側、環七通北向車道旁。
- 江戶川東葛西六郵便局 - 車站南側。
- 自行車停車場 - 站前巴士總站地下，東口、中央口合計可停放約9千台。2008年4月啟用。
- 摩托化自行車／機車停車場：原為自行車停車場。在新設上述停車場後改用。
- 珍珠酒店（日语：ユアサ・フナショク）葛西：車站南側，環七通南向車道旁。
- Hotel Lumiere（日语：スターツコーポレーション）葛西：車站南側，環七通北向車道旁。

## 巴士路線
本站巴士路線以都營巴士為主，另京成巴士也有5條路線往小岩站、東京臨海醫院、龜有站、葛西臨海公園站、東京迪士尼渡假區、東京晴空塔等。另外，還可搭乘往羽田機場、成田機場的機場接駁巴士。

### 中央口
| 乘車處                                              | 系統名 行經、目的地 | 運行業者、備註 |
| --------------------------------------------------- | --- | -------------- |
| 1                                                   | 環07 【急行】經一之江站往小岩站（環七Shuttle） 環08 【急行】經一之江站往龜有站（環七Shuttle） 【直行】 往東京臨海醫院 （無系統編號）經一之江站西口、瑞江社區會館往瑞江站、往江戶川運動中心 | 京成巴士       |
| 2                                                   | 小76 經鹿骨區民館往小岩站 | 京成巴士       |
|                                                     | 深夜急行巴士（東京站八重洲口、葛西臨海公園站發車） 下車專用 | 京成巴士       |
| 晴空塔穿梭巴士 往錦糸町站、東京晴空塔城             | 京成巴士 東武巴士中央 |                |
| 機場接駁巴士（羽田機場發車、成田機場發車） 下車專用 | 京成巴士 東京空港交通 |                |
| 3                                                   | 新小29、新小29-2 經一之江站、同潤會、新小岩站北口往東新小岩四丁目 平23 經松江、京葉交差點往平井站                                                                                          | 都營巴士       |
| 4                                                   | 秋26 經葛西橋、清澄白河站、神田站往秋葉原站（假日不行經神田站） | 都營巴士       |
| 5                                                   | 新小22 經瑞江中學校前、今井、一之江站、松江、江戶川區役所往新小岩站 新小22 經瑞江中學校前、今井、一之江站、松江往船堀站前（夜間1班）                                                       | 都營巴士       |
| 6                                                   | 葛西24 經第六葛西小學校、宇喜田小學校往船堀站 臨海28甲（經環七）往一之江站、往一之江橋西詰（僅部分時段） 臨海28乙（經環七）往一之江站                                                      | 都營巴士       |
| 12                                                  | 錦25 經三角、船堀站、京葉交差點往錦糸町站 FL01 經三角、船堀站、東大島站入口往錦糸町站（僅周六日） 錦25 往江戶川車庫                                                                        | 都營巴士       |

### 地下鐵博物館口
| 乘車處              | 系統名 行經、目的地 | 運行業者、備註                              |
| ------------------- | --- | ------------------------------------------- |
| 7                   | 葛西24 經葛西南高校入口、堀江團地往渚新市鎮（なぎさニュータウン） | 都營巴士                                    |
| 8                   | 臨海28甲 經堀江團地往葛西臨海公園站 臨海28甲 經堀江團地往臨海車庫前 臨海28乙 經堀江團地往臨海車庫 臨海28乙 經富士公園往Kosha Heim（コーシャハイム）南葛西 新小29-2 經臨海町二丁目團地往東京臨海醫院 | 都營巴士                                    |
| 9                   | 葛西21 經渚新市鎮、Kosha Heim南葛西往葛西臨海公園站（平日、周六在早晚運行，假日僅在午間運行） 葛西21 經渚新市鎮往Kosha Heim南葛西                                                                   | 都營巴士                                    |
| 10                  | 環07・環08 【急行】 經葛西臨海公園站往東京迪士尼渡假區（環七Shuttle） | 京成巴士                                    |
| 11                  | 葛西22 經雷、今井往一之江站 | 都營巴士                                    |
| （Mister Donuts前） | 機場接駁巴士 羽田機場／成田機場 | 京成巴士 東京空港交通（部分往羽田機場班次） |
| （Mister Donuts前） | 晴空塔穿梭巴士 下車專用 | 京成巴士 東武巴士中央                       |

另外，麥當勞前有伊藤洋華堂葛西店的免費接駁巴士。

## 相鄰車站
東京地下鐵
 東西線
■快速
通過
■通勤快速、■各站停車
西葛西（T 16）－葛西（T 17）－浦安（T 18）

### 來源
東京都統計年鑑
1. ↑  .   [2017-04-03]. （原始内容存档于2013-08-15）.
2. ↑  .   [2017-04-03]. （原始内容存档于2013-02-03）.
3. ↑  .   [2017-04-03]. （原始内容存档于2013-02-03）.
4. ↑  .   [2017-04-03]. （原始内容存档于2013-02-03）.
5. ↑  .   [2017-04-03]. （原始内容存档于2013-02-03）.
6. ↑  .   [2017-04-03]. （原始内容存档于2016-03-04）.
7. ↑  東京都統計年鑑（平成10年）PDF
8. ↑  東京都統計年鑑（平成11年）PDF
9. ↑  .   [2017-04-03]. （原始内容存档于2016-03-04）.
10. ↑  .   [2017-04-03]. （原始内容存档于2016-03-04）.
11. ↑  .   [2017-04-03]. （原始内容存档于2017-07-29）.
12. ↑  .   [2017-04-03]. （原始内容存档于2017-07-29）.
13. ↑  .   [2017-04-03]. （原始内容存档于2017-07-29）.
14. ↑  .   [2017-04-03]. （原始内容存档于2017-07-29）.
15. ↑  .   [2017-04-03]. （原始内容存档于2017-07-29）.
16. ↑  .   [2017-04-03]. （原始内容存档于2017-07-29）.
17. ↑  .   [2017-04-03]. （原始内容存档于2017-07-29）.
18. ↑  .   [2017-04-03]. （原始内容存档于2016-03-26）.
19. ↑  .   [2017-04-03]. （原始内容存档于2016-03-27）.
20. ↑  .   [2017-04-03]. （原始内容存档于2016-03-25）.
21. ↑  .   [2017-04-03]. （原始内容存档于2016-03-27）.
22. ↑  .   [2017-04-03]. （原始内容存档于2016-03-22）.
23. ↑  .   [2017-04-03]. （原始内容存档于2017-07-30）.
24. ↑  .   [2019-01-08]. （原始内容存档于2018-11-09）.
25. ↑  .   [2019-01-08]. （原始内容存档于2019-05-02）.

## 外部連結
- 葛西/T17 | 路線・車站資訊 | 東京地下鐵